# ナビー・シュアイブ山
ナビー・シュアイブ山（アラビア語: جبل النبي شعيب、「預言者シュアイブの山」の意）は、イエメンのサナア県に位置する山。イエメン国内、ひいてはアラビア半島の最高峰である。ふもとからの高さでみれば、トルコとイランを含む中東で三番目に高い。
標高は3760mとされることもあるが、SRTMをはじめとする近年の調査では、3666mの説が有力である。近くには、イエメンで二番目に高いティヤル山がある。
サナアとフダイダ間の高速道路上など、小山ほどの標高差しかない地点から見られることが多いが、西壁の高さは1500mから1600mに達する。水蒸気がこれにぶつかって降水をもたらすため、西側の土壌は比較的肥よくである。山頂にはレーダー施設をそなえた軍事基地と、預言者シュアイブの社がある。登はんはやや困難だが、後半は楽になる。
レバノン北部やシリアの山々のように冠雪はしないが、冬に降雪や霜がおりたという報告がある。また、風がひじょうに強い。